# Timo Mukka
Timo Kustaa Mukka (ur. 17 grudnia 1944 w Bollnäs w Szwecji, zm. 27 marca 1973 w Rovaniemi) – fiński pisarz, nowelista, poeta; zadebiutował w wieku 19 lat powieścią Ziemia jest grzeszną pieśnią, zaskakując dojrzałością poetyckiego stylu oraz ostrością zarysowanych problemów moralnych.
Urodził się w Bollnäs, dokąd jego rodzina została ewakuowana w czasie wojny lapońskiej. Wychowywał się w Orajärvi. Nauczył się czytać i pisać zanim jeszcze poszedł do szkoły. Jego talent malarski i literacki został zauważony już we wczesnej młodości. 
W 1957 roku zachorował na zapalenie opon mózgowych, co zmieniło jego osobowość. Dokuczliwe bóle głowy doprowadziły go w 1958 roku do nieudanej próby samobójczej. 
W 1964 roku rozpoczął służbę w wojsku, jednak wyrażał sprzeciw wobec noszenia broni i odmówił złożenia przysięgi. Po zwolnieniu z wojska wydał antywojenne opowiadanie Täältä jostakin, w dużej mierze oparte na własnych doświadczeniach. Wydane następnie Tabu opisywało seksualne i religijne dojrzewanie młodej dziewczyny. W 1980 roku Tabu zostało przeniesione na ekran jako Milka. 
W późnych latach 60. XX wieku aktywnie uczestniczył w wielu wydarzeniach artystycznych i kulturalnych w Helsinkach. W 1966 roku dołączył do Partii Komunistycznej i wystartował z jej poręczenia w wyborach, jednakże odpadł przy wyborze. 
W roku 1969 rozpoczął pracę nad książką opisującą mity i kulturę Laponii, jednak nigdy jej nie ukończył. Zmarł 27 marca 1973 roku w Rovaniemi na atak serca.
W Polsce wydano dwie jego powieści: Tabu oraz Ziemia jest grzeszną pieśnią.

## Twórczość
- Ziemia jest grzeszną pieśnią (Maa on syntinen laulu, 1964)
- Tabu (1965)
- Täältä jostakin (1965)
- Laulu Sipirjan lapsista (1966)
- Punaista (1966)
- Koiran kuolema (1967)
- Ja kesän heinä kuolee (1968)
- Lumen pelko (1970)
- Kyyhky ja unikko (1970)
- Nuoruuden romaanit (1988)